# شريان معدي ثربي أيمن
شريان معدي ثربي أيمن هو فرع من شريان معدي إثنا عشري.